# Estación Legmeerpolder
Legmeerpolder es una antigua estación ferroviaria en la Ferrocarril Bovenkerk - Uithoorn holandesa, construida y operada en ese momento por la HESM como parte de las Haarlemmermeerspoorlines.

## Historia
La estación estaba al norte de Uithoorn y al sur de Bovenkerk al nivel de la carretera que se cruza y que ahora se llama J.C. van Hattumweg viste. En la vía férrea, la estación fue precedida por Estación Bovenkerk y seguida por Estación Kanaalweg. La estación de Legmeerpolder se abrió el 1 de mayo de 1915 y se cerró el 3 de septiembre de 1950. En la estación había un edificio de estación del tipo de estación HESM, que fue demolido en 1963. Sin embargo, la doble caseta de vigilancia 38A y 38B todavía está presente. [cita requerida].
[cita requerida]